# 菲律宾航空206号班机空难
菲律宾航空206号班机（型号霍克·西德利748；注册编号RP-C1015）是从菲律宾马尼拉市尼诺伊·阿基诺国际机场飞往碧瑶市洛坎机场的国内定期旅客航班。 1987年6月26日，菲律宾航空206号班机在飞往菲律宾碧瑶市的途中在山上坠毁，机上所有50名人员全部身亡。

## 事故
1987年6月26日上午，菲律宾航空206号班机从尼诺伊·阿基诺国际机场出发，飞往马尼拉市以北约250公里的碧瑶市洛坎机场，并原定于当地时间11:10抵达目的地。当飞机接近碧瑶市时时正季风天气，飞行员向地面报告称飞机视野能见度极差，随后在预计降落时间十分钟前从雷达屏上消失了。
飞机从雷达上消失五个小时后，搜救人员才在乌古山的山坡上发现其残骸。具体坠机地点位于乌古山山峰下方约180米，洛坎机场以南15公里。

## 伤亡情况
菲律宾航空206号班机机上4名机组人员和46名乘客无一生还，其中包括时任菲律宾航空公司执行副总裁罗伯托·林（Roberto Lim）的妻子格洛里亚·马普阿-林（Gloria Mapua-Lim）以及菲律宾马拉维市天主教教主本尼多·图德（Bienvenido Tudtud）。
事故发生后，前菲律宾总统科拉松·阿基诺及菲律宾航空公司董事会对遇难者家属致以慰问。事故也被当时国际媒体标榜为“菲律宾历史上最严重的商业航空空难”。